# Clozapina

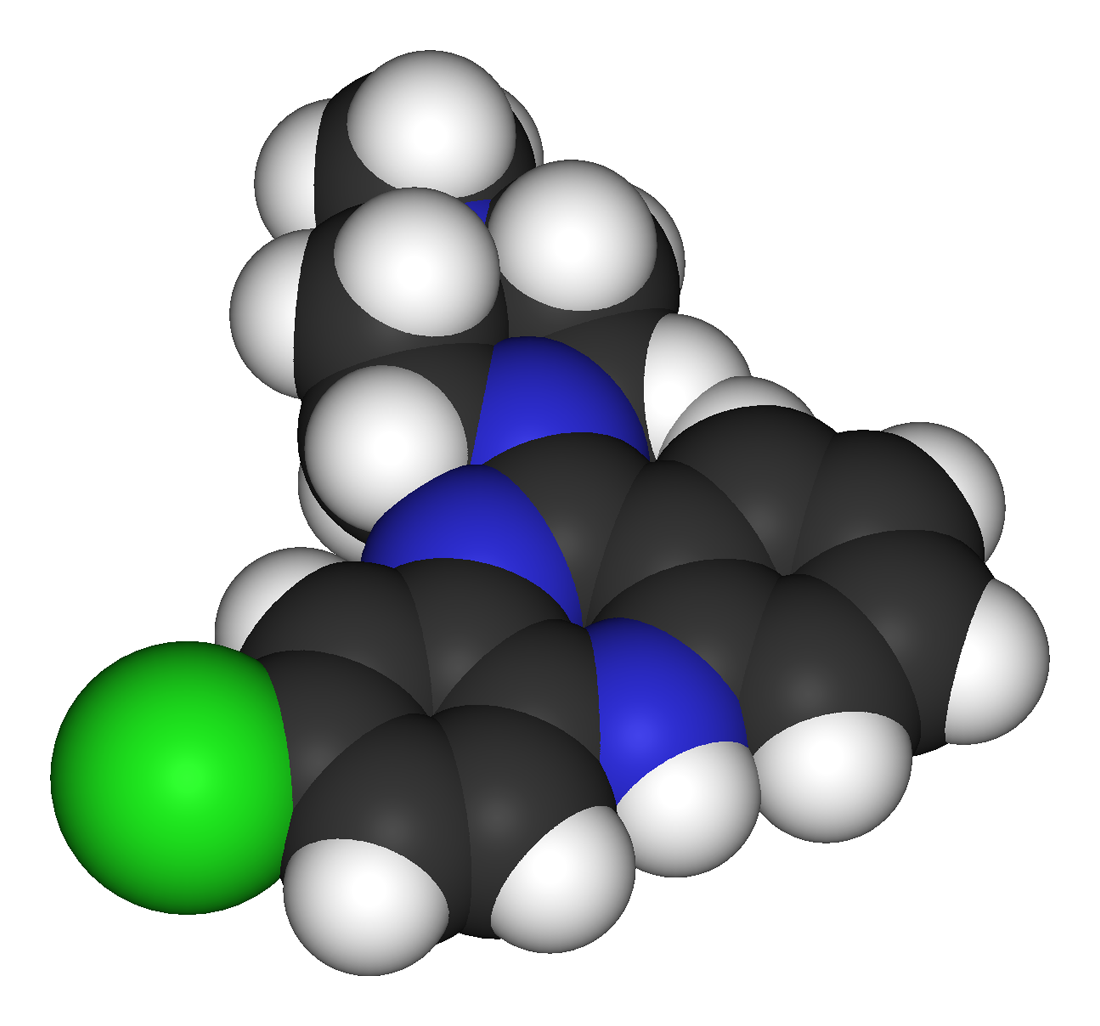
La molecola di Clozapina secondo le sfere di Van de Waals

La clozapina è un farmaco antipsicotico appartenente alla classe chimica delle dibenzodiazepine commercializzato in Italia con il nome Leponex ®.
Non è un farmaco di prima scelta per il trattamento dei disturbi psicotici a causa del rischio di agranulocitosi. Il suo uso è indicato nel trattamento dei pazienti con schizofrenia che non rispondono adeguatamente alla terapia farmacologica con gli altri antipsicotici di nuova generazione (definiti anche antipsicotici atipici) ed ai neurolettici classici.

## Descrizione
È stato il primo antipsicotico atipico ad essere sviluppato, ed è stata introdotta sul mercato europeo per la prima volta nel 1971, ma è stata ritirata volontariamente dal produttore nel 1975, dopo che si erano verificati casi di agranulocitosi, una patologia che consiste in un pericoloso calo nel numero di globuli bianchi circolanti, specificamente dei granulociti neutrofili (neutropenia fino alla agranulocitosi), e che può portare in alcuni casi anche alla morte. Nel 1989, dopo che alcuni studi avevano dimostrato che era più efficace di altri antipsicotici nel trattamento della schizofrenia, l'FDA ne ha approvato l'uso per il trattamento delle forme di schizofrenia resistenti ad altri trattamenti.
Negli Stati Uniti l'FDA richiede inoltre che siano effettuate analisi del sangue sui pazienti che stanno assumendo clozapina. 
Il dosaggio massimo che il foglio illustrativo consiglia di non superare è di 900 mg. Agisce con modalità antagonista sui recettori dopaminergici D1 e D4 e su quelli serotoninergici 5-HT2. La sua azione antagonista coinvolge anche i recettori adrenergici, colinergici e istaminergici.
L'uso della clozapina può causare agranulocitosi in soggetti geneticamente predisposti; in Italia sono richiesti controlli ematici seriati (emocromo con formula leucocitaria) con frequenza settimanale per 18 settimane, quindi mensili.

## Effetti indesiderati
Gli altri possibili effetti collaterali sono: convulsioni, scialorrea, tachicardia, miocardite, funzione aggregante ematica, stipsi, enuresi, incontinenza e perdita del controllo degli sfinteri, febbre, iperglicemia, ipotensione arteriosa, aumento del peso corporeo, sedazione e sindrome maligna da neurolettici, balbuzie, agranulocitosi.
La Clozapina potrebbe causare anomalie nei risultati dell'elettroencefalogramma (EEG).

## Clozapina nei media
Carrie Mathison, protagonista della serie televisiva Homeland - Caccia alla spia (2011), assume segretamente pastiglie di clozapina in quanto affetta da disturbo bipolare.
Melissa Chartres, nella serie The last man on Earth, assume questo farmaco.
Evan McCauley nel film Infinite fa uso di questo antipsicotico.